# 净众院塔基地宫
净众院塔基地宫，位于中国河北省保定市定州市市内，已列为全国重点文物保护单位。
净众院塔基地宫的历史年代为北宋。

## 保护
1982年7月23日，净众院塔基地宫由河北省人民政府公布为河北省第二批文物保护单位，编号2-50-3-	22。
2006年5月25日，净众院塔基地宫由中华人民共和国国务院公布为第六批全国重点文物保护单位，编号6-0322-3-025。